# جيك بيرد
جيك بيرد (بالإنجليزية: Jake Bird) هو قاتل متسلسل أمريكي، ولد في 14 ديسمبر 1901 في لويزيانا في الولايات المتحدة، وتوفي في 15 يوليو 1949 في واشنطن في الولايات المتحدة بسبب شنق.